# Джайлз, Питер
Питер Джайлз (англ. Peter Giles; 17 июня 1944, Хэмпшир) — британский бас-гитарист и вокалист, известный как один из основателей британской группы King Crimson. 
В 1967—1968 годах Питер Джайлз вместе со своим братом Майклом Джайлзом и гитаристом Робертом Фриппом играл в недолговечном коллективе Giles, Giles and Fripp, на основе которого в конце 1968 года был создан первоначальный состав знаменитой группы King Crimson.
В состав King Crimson Питер Джайлз не вошёл: его заменил Грег Лейк, и свой первый альбом «In the Court of the Crimson King» группа записала без него.
Однако Питер Джайлз участвовал в записи второго альбома «In the Wake of Poseidon»,
а также принимал участие в проекте 21st Century Schizoid Band (2002—2007), вместе с другими бывшими участниками группы King Crimson. В 1971 году Питер Джайлз вместе со своим братом Майклом и Иэном Макдональдом выпустили альбом «McDonald and Giles», музыкальный стиль которого содержит многие элементы раннего King Crimson.